# 神圣和平教堂

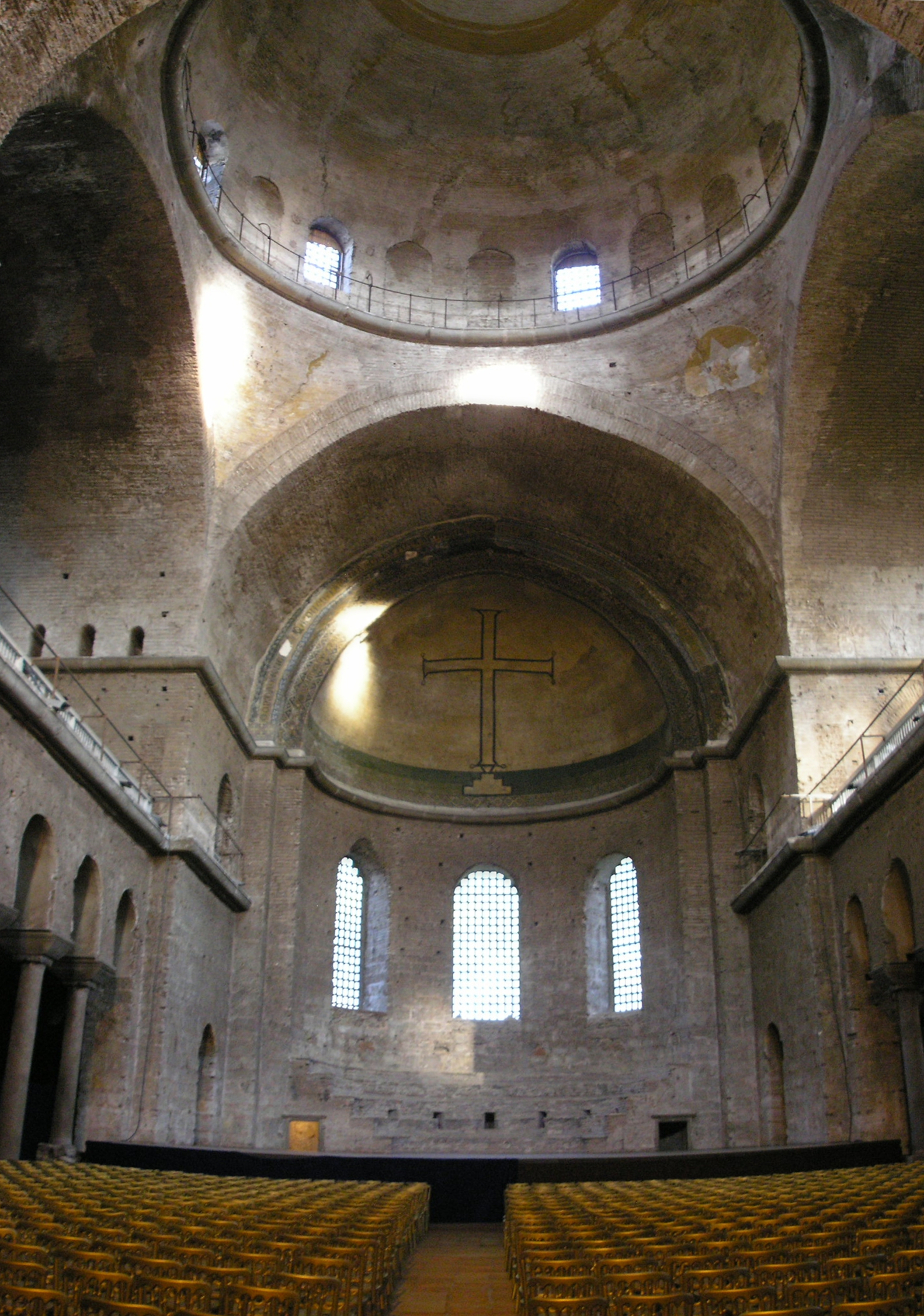
内部

神圣和平教堂位于土耳其伊斯坦布尔托卡比皇宫的外院，原来是一座东正教教堂，现在是一座博物馆，向公众开放。

## 历史
1453年，君士坦丁堡陷落以后，神圣和平教堂被划进托卡比皇宫的宫墙之内，改为军械库。 

### 音乐厅
今天，这个博物馆主要用作音乐厅，演奏古典音乐。自1980年以来，每年夏天的伊斯坦布尔国际音乐节有许多场音乐会在此举行。